# 핀보스황금두더지
핀보스황금두더지(Amblysomus corriae)는 황금두더지과에 속하는 포유류의 일종이다. 남아프리카공화국의 토착종이다.
자연 서식지는 핀보스 지중해성 관목 지대 식생, 온대 숲, 아열대 또는 열대 기후 지역의 습윤 저지대 숲, 습윤 사바나, 온대 관목 지대, 온대 초원, 그리고 아열대 또는 열대 기후의 건조한 저지대 초원, 모래 해안, 경작지, 목초지, 농장, 시골과 도시 지역 그리고 도입 식생 지대이다.
서식지 감소로 위협받고 있다.